# ATP Indianapolis
Das ATP-Turnier von Indianapolis (offiziell Indianapolis Tennis Championships) war ein US-amerikanisches Herren-Tennisturnier. Der Wettbewerb wurde von 1988 bis 2009 jeweils im Juli in Indianapolis, Indiana, ausgetragen. Es wurde im Freien auf Hartplatz gespielt.

## Geschichte
Von 1969 bis 1987 fand in Indianapolis bereits ein Sandplatzturnier statt. Es war der Vorläufer des heutigen ATP-Turniers von Houston.
Bis 2002 war das Turnier Teil der ATP Championship Series bzw. deren Nachfolgerin ATP Internationals Series Gold, ab 2003 dann Teil der ATP International Series bzw. der ATP Tour 250.
Der Bodenbelag war identisch mit dem der US Open und das Turnier diente im Rahmen der US Open Series als Vorbereitung auf dieses Grand-Slam-Turnier. Austragungsort war das Indianapolis Tennis Center. 2010 wurde der Wettbewerb dann vom ATP-Turnier in Atlanta abgelöst.

## Siegerliste
Rekordsieger mit drei Titeln ist Pete Sampras, im Doppel war Mark Knowles mit ebenfalls drei Titeln am erfolgreichsten.

### Einzel
| Jahr | Sieger            | Finalgegner         | Finalergebnis        |
| ---- | ----------------- | ------------------- | -------------------- |
| 2009 | Robby Ginepri (2) | Sam Querrey         | 6:2, 6:4             |
| 2008 | Gilles Simon      | Dmitri Tursunow     | 6:4, 6:4             |
| 2007 | Dmitri Tursunow   | Frank Dancevic      | 6:4, 7:5             |
| 2006 | James Blake       | Andy Roddick        | 4:6, 6:4, 7:65       |
| 2005 | Robby Ginepri (1) | Taylor Dent         | 4:6, 6:0, 3:0 aufgg. |
| 2004 | Andy Roddick (2)  | Nicolas Kiefer      | 6:2, 6:3             |
| 2003 | Andy Roddick (1)  | Paradorn Srichaphan | 7:62, 6:4            |
| 2002 | Greg Rusedski     | Félix Mantilla      | 6:76, 6:4, 6:4       |
| 2001 | Patrick Rafter    | Gustavo Kuerten     | 4:2 aufgg.           |
| 2000 | Gustavo Kuerten   | Marat Safin         | 3:6, 7:62, 7:62      |
| 1999 | Nicolás Lapentti  | Vincent Spadea      | 4:6, 6:4, 6:4        |
| 1998 | Àlex Corretja     | Andre Agassi        | 2:6, 6:2, 6:3        |
| 1997 | Jonas Björkman    | Carlos Moyá         | 6:3, 7:6             |
| 1996 | Pete Sampras (3)  | Goran Ivanišević    | 7:6, 7:5             |
| 1995 | Thomas Enqvist    | Bernd Karbacher     | 6:4, 6:3             |
| 1994 | Wayne Ferreira    | Olivier Delaître    | 6:2, 6:1             |
| 1993 | Jim Courier       | Boris Becker        | 7:5, 6:3             |
| 1992 | Pete Sampras (2)  | Jim Courier         | 6:4, 6:4             |
| 1991 | Pete Sampras (1)  | Boris Becker        | 7:6, 3:6, 6:3        |
| 1990 | Boris Becker (2)  | Peter Lundgren      | 6:3, 6:4             |
| 1989 | John McEnroe      | Jay Berger          | 6:4, 4:6, 6:4        |
| 1988 | Boris Becker (1)  | John McEnroe        | 6:4, 6:2             |

### Doppel
| Jahr | Sieger                               | Finalgegner                       | Finalergebnis    |
| ---- | ------------------------------------ | --------------------------------- | ---------------- |
| 2009 | Ernests Gulbis Dmitri Tursunow       | Ashley Fisher Jordan Kerr         | 6:4, 3:6, [11:9] |
| 2008 | Ashley Fisher Tripp Phillips         | Scott Lipsky David Martin         | 3:6, 6:3, [10:5] |
| 2007 | Juan Martín del Potro Travis Parrott | Teimuras Gabaschwili Ivo Karlović | 3:6, 6:2, [10:6] |
| 2006 | Bobby Reynolds Andy Roddick          | Paul Goldstein Jim Thomas         | 6:4, 6:4         |
| 2005 | Paul Hanley Graydon Oliver           | Simon Aspelin Todd Perry          | 6:2, 3:1 aufgg.  |
| 2004 | Jordan Kerr Jim Thomas               | Wayne Black Kevin Ullyett         | 6:77, 7:63, 6:3  |
| 2003 | Mario Ančić Andy Ram                 | Diego Ayala Robby Ginepri         | 2:6, 7:63, 7:5   |
| 2002 | Mark Knowles (3) Daniel Nestor (2)   | Mahesh Bhupathi Maks Mirny        | 7:64, 6:75, 6:4  |
| 2001 | Mark Knowles (2) Brian MacPhie       | Mahesh Bhupathi Sébastien Lareau  | 7:65, 5:7, 6:4   |
| 2000 | Lleyton Hewitt Sandon Stolle         | Jonas Björkman Maks Mirny         | 6:2, 3:6, 6:3    |
| 1999 | Paul Haarhuis Jared Palmer           | Olivier Delaître Leander Paes     | 6:3, 6:4         |
| 1998 | Jiří Novák David Rikl                | Mark Knowles Daniel Nestor        | 6:2, 7:6         |
| 1997 | Michael Tebbutt Mikael Tillström     | Jonas Björkman Nicklas Kulti      | 7:6, 7:5         |
| 1996 | Jim Grabb (2) Richey Reneberg (2)    | Petr Korda Cyril Suk              | 7:6, 4:6, 6:4    |
| 1995 | Mark Knowles (1) Daniel Nestor (1)   | Scott Davis Todd Martin           | 6:3, 7:5         |
| 1994 | Todd Woodbridge Mark Woodforde       | Jim Grabb Richey Reneberg         | 6:4, 6:2         |
| 1993 | Scott Davis (2) Todd Martin          | Ken Flach Rick Leach              | 3:6, 6:3, 6:2    |
| 1992 | Jim Grabb (1) Richey Reneberg (1)    | Grant Connell Glenn Michibata     | 4:6, 6:2, 7:6    |
| 1991 | Ken Flach Robert Seguso              | Kent Kinnear Sven Salumaa         | 6:4, 6:3         |
| 1990 | Scott Davis (1) David Pate           | Grant Connell Glenn Michibata     | 4:6, 6:2, 6:2    |
| 1989 | Pieter Aldrich Danie Visser          | Peter Doohan Laurie Warder        | 7:5, 7:6         |
| 1988 | Rick Leach Jim Pugh                  | Ken Flach Robert Seguso           | 4:6, 6:3, 6:4    |